# Musikjahr 1553
Liste der Musikjahre

◄◄ | ◄ | 1549 | 1550 | 1551 | 1552 | Musikjahr 1553 | 1554 | 1555 | 1556 | 1557 | ► | ►►

Weitere Ereignisse
Dieser Artikel behandelt das Musikjahr 1553.

## Ereignisse

### Heiliges Römisches Reich

#### Hofkapelle von Kaiser Karl V.
- Thomas Crécquillon ist seit dem Jahr 1540 „maistre de la chapelle“ am Hof von Kaiser Karl V.
- Nicolas Payen wirkt seit 1540 in der Hofkapelle von Kaiser Karl V. als clerc d’oratoire und chapelain des hautes messes.

#### Hofkapelle der Regentin Maria von Ungarn
- Benedictus Appenzeller ist seit 1536 Sänger am habsburgischen Hof der Regentin Maria von Ungarn in Brüssel und seit 1537 Leiter der Chorknaben (maître des enfants).

#### Hochstift Lüttich
- Ludovicus Episcopius wirkt ab 19. Oktober 1545 als zangmeester an der Kollegiatkirche St. Servatius in Maastricht. Er bekommt mehrere Benefizien und wird Mitglied der Bruderschaft der Kapläne als einer der scriptores chori. Diese Stellung behält er bis ins Jahr 1566.
- Johannes de Fossa hatte wahrscheinlich in den 1540er bis 1550er Jahren in Lüttich seine Ausbildung.
- Jean De Latre ist seit November 1544 in der Nachfolge von Adam Lauri succentor an der Kirche St. Martin in Lüttich. Er leitet die Kapelle der Kirche fast 20 Jahre lang mit Geschick und Erfolg. Ebenfalls seit 1544 wirkt De Latre als Kapellmeister des Lütticher Fürstbischofs Georg von Österreich, einem humanistisch gesinnten Musikfreund. Hier hat er den Nutzen wichtiger Kontakte zu anderen Künstlern wie Lambert Lombard (1506–1566) und Franciscus Florius (1516–1570) und zu weiteren wichtigen Personen im Umkreis des Bischofs.

#### Grafschaft Holland
- Cornelis Boskoop ist seit dem 1. Mai 1551 und bis Frühjahr 1554 Organist an der Grote Kerk in Alkmaar.

#### Grafschaft Flandern
- Jacobus Clemens non Papa, der von 1. Oktober bis zum 24. Dezember 1550 als Sänger und Komponist im Dienst der Marienbruderschaft in ’s-Hertogenbosch stand, hält sich – worauf wenige Hinweise deuten – danach in Ypern auf.
- Christian Hollander ist als „Christiaen Janszone, gheseyed de Hollandere“ seit dem 1. Juni 1549 Singmeister an der Kirche St. Walburga in Oudenaarde. Diese Stellung hat er bis 1557 inne.

#### Markgrafschaft Antwerpen
- Antoine Barbé hat – nach den Akten der Kathedrale von Antwerpen – von 1527 bis 1562 die Stelle des Kapellmeisters inne.
- Tielman Susato, der 1543 in Antwerpen ein dreijähriges Druckerprivileg erhalten hat, bringt in den Jahren zwischen 1543 und 1561 drei Bände mit Messkompositionen heraus, 19 Motetten- und 22 Chansonbücher, darüber hinaus eine Serie mit elf Bänden Musyck Boexken. Seine Publikationen sind in der Mehrheit Sammelbände mit Werken mehrerer Komponisten. Seit 1531 ist Susato außerdem Mitglied der Antwerpener Stadtmusikanten; er spielt die Instrumente Flöte, Blockflöte, Krummhorn, Feldtrompete und Posaune und hat vielleicht auch die abendlichen Andachten der Bruderschaft begleitet.
- Gérard de Turnhout ist seit dem Jahr 1545 Chorsänger an der Liebfrauenkirche in Antwerpen.
- Hubert Waelrant mietet sich von 1553 bis 1556 im Haus des Spielmanns Gregorius de Coninck in Antwerpen ein. Teil des Mietvertrages ist, dass Waelrant den Knaben, die bei dem Mietherrn eine Lehre absolviert haben, kostenlosen Gesangsunterricht erteilt.

#### Tournai
- Nicolas Gombert ist Kanoniker in Tournai, wo er seit 1534 eine kirchliche Sinekure innehat. Sein Name erscheint nicht in der Liste der Geistlichen, die in Tournai Messen gelesen haben, und er übt wohl keine priesterlichen Funktionen mehr aus. Hier dürfte er auch Pierre de Manchicourt kennen gelernt haben.
- Pierre de Manchicourt ist seit 1545 Kapellmeister und Lehrer der Chorknaben an der Kathedrale von Tournai.

#### Vereinigte Herzogtümer Jülich-Kleve-Berg
- Martin Peudargent ist Hofkomponist in den Diensten von Wilhelm V. von Jülich-Kleve-Berg.

#### Kurfürstentum Sachsen
- Wolfgang Figulus, der von 1549 bis 1551 als Thomaskantor der Thomasschule in Leipzig gewirkt hat, ist von 1551 bis zu seiner Pensionierung 1588 Kantor und Lehrer an der Fürstenschule in Meißen. Er unterrichtet die Fächer Musik, Latein und Religion und sorgt für die musikalische Gestaltung der Gottesdienste in der Afrakirche. 1553 veröffentlicht er in Leipzig seine Musiksammlung Precationes aliquot musicis numeris compositae.
- Hermann Finck ist seit 1545 Student an der Universität Wittenberg. Hier wird er ab dem Jahr 1554 Gesang und Instrumentalmusik lehren.
- Nikolaus Selnecker studiert seit dem 29. April 1550 an der Universität Wittenberg. Die Freundschaft seines Vaters mit Philipp Melanchthon öffnet ihm das Haus des Präzeptors.
- Antonio Scandello, der 1549 mit fünf weiteren „welschen Musikern“ von Kurfürst Moritz von Sachsen bei einer Italienreise eingestellt wurde, ist Mitglied der Dresdner Hofkapelle.

#### Erzstift Magdeburg
- Martin Agricola ist Kantor in Magdeburg.
- Der Meistersinger Lorenz Wessel verfasst 1553 ein Lied über den „fall Adams vnnd Euae“.

#### Herzogtum Bayern
- Ludwig Daser ist seit 1552 Kapellmeister der Münchner Hofkantorei.
- David Köler, dem ein Stipendium den Besuch der Lateinschule in Zwickau ermöglicht hatte, studiert seit 1551 in Ingolstadt.
- Mattheus Le Maistre hat wahrscheinlich vor 1554 am bayerischen Hof in München gewirkt, dessen Kapelle von Ludwig Daser geleitet wird. Das folgert der deutsche Musikforscher Adolf Sandberger (Leipzig 1894/95) aus der Tatsache, dass eine größere Anzahl von Kompositionen (Messen, Responsorien und lateinische Motetten) sich in den überlieferten manuskriptmäßigen Chorbüchern der damaligen Münchener Hofkapelle befinden. Hierauf deutet auch ein Eintrag in den Rechnungsbüchern des Hofzahlamts aus dem Jahr 1552 hin, in dem ein „Mathesz Nidlender“ erwähnt ist. Er kann somit als erster ausländischer Musiker am bayerischen Hof gelten.

#### Reichsstadt Nürnberg
- Adrianus Petit Coclico, der von 1547 bis 1550 am Hof von Herzog Albrecht von Brandenburg in Königsberg tätig war, ist seit Ende 1550 in Nürnberg und hat Aufnahme im Haus des Musikverlegers Johann Berg gefunden. Er gründet in Nürnberg mit finanzieller Unterstützung des Stadtrats eine Schule für Musik, Französisch und Italienisch, die einen anderen Schwerpunkt als die städtischen Lateinschulen hat; die Subvention werden jedoch schon nach einem halben Jahr gestrichen.
- Georg Forster lebt seit 1548 in Nürnberg, wo er zum Leibarzt von Abt Friedrich zu Hailsbronn ernannt wurde. In Nürnberg bleibt er 20 Jahre bis zu seinem Tod.

#### Kurpfalz
- Jobst von Brandt ist seit 1548 Hauptmann in Waldsassen (Oberpfalz) und Verwalter des dortigen Klosters sowie Pfleger von Liebenstein bei Tirschenreuth.
- Sebastian Ochsenkun ist seit 1544 Lautenmeister am kurpfälzischen Hof in Heidelberg.

#### Freiburg im Breisgau
- Glarean ist seit 1529 Professor der Poetik in Freiburg im Breisgau. Dort lehrt er bis zu seiner Emeritierung 1560 Poetik, Geschichte und Geografie.

#### Herzogtum Württemberg
- Sigmund Hemmel, der seit 1544 Tenorist in der Hofkapelle von Herzog Ulrich von Württemberg in Stuttgart war, ist seit dem Neujahrstag 1552 Kapellmeister mit einem Gehalt von 50 Gulden.

#### Erzherzogtum Österreich
- Arnold von Bruck, der seit der zweiten Jahreshälfte 1527 in Wien Kapellmeister des österreichischen Regenten Erzherzog Ferdinand (des späteren Königs und Kaisers Ferdinand I.) war, lebt seit dem Jahr 1548 nachweislich in Linz, wo er schon seit dem Jahr 1543 an der Trinitätskapelle des Linzer Doms die hochangesehene und bestdotierte Dreifaltigkeitspfründe (Beneficium Sanctae Trinitatis) besitzt; dienstliche Pflichten muss er hier nicht wahrnehmen.
- Jakob Buus ist seit Spätherbst 1550 Mitglied der kaiserlichen Hofkapelle und Organist in Wien. Ab 1553 erhält er dort, laut Eintragungen in den Listen der Hofkapelle, monatlich 20 Gulden. Als Kapellmeister wirkt hier um diese Zeit Pieter Maessins, als weiterer Organist Christoph Kräll. In seiner Wiener Zeit sind nur drei Motetten entstanden, die von 1553 bis 1556 bei den Nürnberger Verlegern Montanus und Neuber erschienen sind.
- Johannes de Cleve ist, worauf Belege hindeuten, ab dem Jahr 1553 Sänger (Tenorist) in der Hofkapelle des österreichischen Regenten Erzherzog Ferdinand (1503–1564) in Wien.
- Jacobus Vaet verlässt Ende 1551 oder Anfang 1552 die Dienste von Kaiser Karl V. und geht an die Kapelle von Erzherzog Maximilian nach Wien, wo er bis zu seinem Tod bleiben wird. Zur Hochzeit von Katharina, Tochter von Ferdinand I. mit Sigismund von Polen am 31. August 1553 komponiert Vaet die Huldigungsmotette Romulidum inuicti pulcherrima filia regis.

#### Königreich Böhmen
- Nikolaus Herman ist Kantor und Lehrer an der Lateinschule in St. Joachimsthal. Hier arbeitet er unter anderem mit Johannes Mathesius zusammen, der dort ab 1532 als Rektor der Schule und ab 1540 als Pfarrer amtiert.

#### Alte Eidgenossenschaft
- Guillaume Franc ist seit 1545 Kantor an der Kathedrale und Lehrer an der Akademie in Lausanne.
- Homer Herpol, ein Schüler von Heinrich Glarean in Freiburg im Breisgau, ist seit 1550 Kantor an der Kirche St. Nikolaus in Freiburg (Schweiz).

#### Herzogtum Modena und Reggio
- Cipriano de Rore, der 1546 von Herzog Ercole II. d’Este (1508–1559) als Kapellmeister an seinen Hof nach Ferrara geholt wurde, wirkt hier fast zwölf Jahre lang fast ohne Unterbrechung, nachdem Ferrara zuvor schon als herausragendes Zentrum der Künste, besonders der Musik, bekannt ist. Während dieser Zeit schreibt de Rore dort mindestens 107 Werke für die Familie d’Este sowie für Mitglieder der geistlichen und weltlichen Oberschicht Europas. Seine Werke sind größtenteils in sieben Madrigalbüchern erhalten.

#### Herzogtum Toskana
- Paolo Aretino, der bis 1547 als Kantor am Dom von Arezzo gewirkt hat, ist danach bis zu seinem Tode im Jahr 1584 an Santa Maria della Pieve, ebenfalls in Arezzo, tätig.
- Francesco Corteccia steht seit dem Jahr 1539 im Dienst der Familie de’ Medici und bekleidet die Stelle des Kapellmeisters am Hofe des Herzogs Cosimo I.
- Nicolao Dorati wirkt seit 1543 in der Stadtkapelle von Lucca, zunächst als Posaunist und ab 1557 für über zwanzig Jahre als Kapellmeister.

### Königreich England

#### Chapel Royal von Eduard VI. / Jane Grey / Maria I.
- John Sheppard ist seit etwa 1552 „Gentleman of the Chapel Royal“ in London.
- Thomas Tallis, der 1543 zum „Gentleman of the Chapel Royal“ in London ernannt wurde, bekleidet dieses Amt in den folgenden vierzig Jahren.

#### Diözese Ely

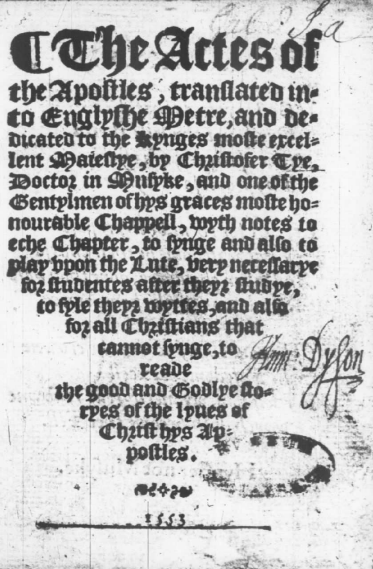
Titelseite des Werkes Actes of the Apostles von Christopher Tye (1553)

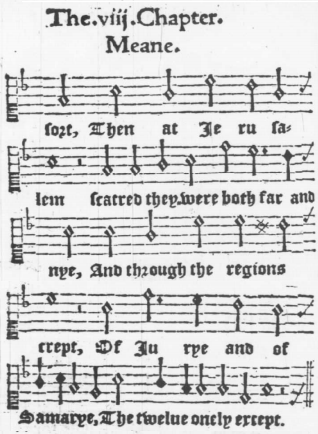
Seite des Kapitel VIII. „Meane“ des Werkes Actes of the Apostles von Christopher Tye. Die zweite Hälfte der Komposition wurde adaptiert und als Melodie des Weihnachtsliedes „Winchester Old“ verwendet, auch bekannt unter dem Namen „While Shepherds Watched their Flocks by Night“

- Christopher Tye, der an der Universität Cambridge studierte und dort und in Oxford im Fach Musik promovierte, ist seit ca. 1543 Master of the Choristers an der Kathedrale von Ely und hat diese Stellung bis 1561 inne. 1553 erscheint mit Actes of the Apostles das einzige zu Tye’s Lebzeiten veröffentlichte Werk. Es handelt sich um die Vertonung der Apostelgeschichte des Lukas in Versform.

### Königreich Frankreich

#### Chapelle Royale von Heinrich II.
- Jacotin Le Bel ist Mitglied der Hofkapelle des französischen Königs Heinrich II.
- Pierre Sandrin ist von 1549 bis 1560 Kanonikus der Chapelle Royale.
- Claudin de Sermisy ist Mitglied der Hofkapelle. Seit dem Jahr 1533 ist der Komponist als sous-maître über alle Musiker der königlichen Kapelle tätig; die administrative Leitung hat Kardinal François de Tournon, ein enger Vertrauter des Königs. Als sous-maître leitet de Sermisy die Aufführungen der etwa 40 erwachsenen Sänger und sechs Chorknaben, welche die königliche Kapelle während der 1530er und 1540er Jahre besitzt; darüber hinaus ist er für das Wohl der Knaben verantwortlich und hat die Aufsicht über die liturgischen und musikalischen Bücher der Kapelle. Er übt dieses Amt bis etwa 1553 aus und teilt sich den Titel und die Aufgaben 1547–1553 mit Hilaire Rousseau.

#### Lyon
- Loys Bourgeois lebt seit 1552 als maître musicien in Lyon.
- Die von Henry Fresneau überlieferten Kompositionen lassen den Schluss zu, dass er seit 1538 und bis 1554 in Lyon gewirkt hat.
- François Roussel, der von 1548 bis 1550 als Kapellmeister der Cappella Giulia am Petersdom in Rom tätig war, wirkt in den 1550er Jahren möglicherweise in Lyon.

#### Paris
- Gregor Brayssing, der vor der Gegenreformation nach Paris floh, ist hier im Zeitraum von 1553 bis 1560 nachweisbar. 1553 veröffentlicht er ein Quart livre de tabulature de guiterre, das Phantasien und eine Guerre von Brayssing, sowie Psalm- und Chansonbearbeitungen enthält.
- Pierre Certon wirkt seit 1529 in Paris an Notre-Dame und ist hier seit 1542 Leiter des Knabenchores.
- Claude Goudimel studiert wahrscheinlich seit 1549 und bis 1557 an der Universität Paris und hat im Verlagshaus von Nicolas Du Chemin (1520–1576) seit 1551 das Amt eines Korrektors. 1553 wird er Teilhaber des Verlags. Zwischen 1549 und 1554 entstehen seine ersten Chansons.
- Clément Janequin, der seit 1534 Kapellmeister der Kathedrale von Angers war, steht seit 1549 in Paris in den Diensten des Herzogs von Guise.
- Adrian Le Roy, der aus einer Kaufmannsfamilie stammt und 1551 in Paris mit seinem Vetter Robert Ballard den Musikverlag Le Roy & Ballard gegründet hat, fungiert als dessen musikalischer Leiter. In kurzer Zeit gelangt er an die Spitze der Pariser Gesellschaft und begegnet in den Pariser Salons vielen anderen Künstlern seiner Zeit.

### Italienische Staaten

#### Kirchenstaat
- Leonardo Barré, ein Schüler von Adrian Willaert in Venedig, ist seit 1537 Sänger der päpstlichen Kapelle in Rom. Diese Anstellung behält er bis 1555.
- Ghiselin Danckerts ist seit 1538 Sänger der päpstlichen Kapelle in Rom. Er wird dieses Amt bis 1565 ausüben.
- Domenico Ferrabosco, der seit 1546 Kapellmeister der Cappella Giulia am Petersdom in Rom war, ist seit 1551 Sänger der päpstlichen Kapelle.
- Orlando di Lasso erhält im März 1553 eine Anstellung bei der römischen Lateranbasilika, der nach dem Petersdom zweitbedeutendsten Kirche Roms. Die Anstellung erfolgt zeitlich nach der Flucht des frankreichtreuen Fürsten von Salerno, Fernando Sanseverinos, an den französischen Hof. Die Erlangung eines so prestigeträchtigen Postens durch einen derart jungen Musiker ist eigentlich nur durch die Förderung hochgestellter Personen erklärbar, so durch Kardinal Ercole Gonzaga, den Bruder Ferrantes, der eine enge Beziehung zum Domkapitel der Lateranbasilika unterhielt. Musikhistoriker gehen davon aus, dass Orlando dort auch Kontakt zu Palestrina aufgenommen und später bis ins hohe Alter aufrechterhalten hat.
- Giovanni Pierluigi da Palestrina ist seit 1. September 1551 als Nachfolger von Rubinus Mallapert (um 1520–1573) magister cantorum an der Cappella Giulia der Peterskirche in Rom.
- Giaches de Wert hält sich ab 1551 großenteils in Novellara, der Residenzstadt eines Zweigs der Familie Gonzaga auf, ab 1552 auch mehrfach in Mantua.

#### Markgrafschaft Montferrat
- Jachet de Mantua ist spätestens seit 1535 Magister der Kapellknaben und Kapellmeister an der Kathedrale St. Peter und Paul in Mantua. In Mantua hat er durch seine direkte Unterstellung unter den Kardinal eine Sonderstellung inne. Seine Bekanntheit beruht auch auf zahlreichen Veröffentlichungen seiner Werke, mit der Folge, dass sehr viele zeitgenössische Autoren sich in ihren Schriften mit seinem Wirken auseinandersetzen.

#### Herzogtum Urbino
- Dominique Phinot ist – wie zwei Dokumente aus dem Archiv der Stadt Urbino, datiert auf den 26. März 1545 und auf den 20. November 1555, belegen – bei Herzog Guidobaldo II. von Urbino angestellt.

#### Republik Venedig
- Baldissera Donato ist seit 1550 als Sänger (zunächst an San Marco in Venedig) aktiv und wirkt auch in der Ausbildung der Sänger.
- Antonio Gardano, der seit 1532 in Venedig lebt und hier einen Musikverlag und eine Druckerei gegründet hat, gibt zwischen 1538 und 1569 rund 450 Publikationen, vor allem Madrigale und geistliche Musik heraus. Von den noch 388 erhaltenen Drucken sind nur zwei nicht musikalischen Inhalts.
- Gioseffo Guami soll sich zwischen 1550 und 1560 in Venedig aufgehalten haben und dort Schüler von Adrian Willaert und Annibale Padovano gewesen sein.
- Francesco Londariti, der 1549 als bereits berühmter Musiker Kreta verlassen hat, hat eine Anstellung als Cantore (Sänger) am Chor des Markusdoms in Venedig unter dem Kapellmeister Adrian Willaert. Aus dieser Position hat er Zugang zu Venezianer Adelskreisen, in denen Kunst, Musik und Literatur stark gefördert werden und wo er zu den angesehensten Musikern zählt.
- Annibale Padovano ist von 1552 bis 1565 erster Organist am Markusdom in Venedig. Padovano ist an der Einführung des wechselseitigen Musizierens der zwei auf gegenüberliegenden Emporen postierten Orgeln und Chöre beteiligt, woraus sich mit Adrian Willaert die Venezianische Mehrchörigkeit entwickelt.
- Girolamo Parabosco ist erster Organist am Markusdom in Venedig.
- Costanzo Porta lebt seit 1549 in Venedig und ist dort Schüler des Komponisten Adrian Willaert.
- Vincenzo Ruffo, der nach der Priesterweihe zunächst nur geistliche Ämter in Verona und Mailand versah, wirkt seit 1551 – nach der Rückkehr in seine Heimatstadt Verona – als Maestro di musica an der Accademia Filarmonica.
- Adrian Willaert ist seit dem 12. Dezember 1527 Domkapellmeister zu San Marco in Venedig. Der Komponist behält dieses Amt 35 Jahre lang bis zu seinem Tod; erst durch sein Wirken bekommt diese Stelle ihre in ganz Europa herausragende Bedeutung.

#### Königreich Neapel
- Diego Ortiz wirkt von 1553 an am vizeköniglichen Hof in Neapel. Fernando Álvarez de Toledo, 3. Herzog von Alba ernennt ihn zu seinem Kapellmeister (Maestro de Capilla). In diesem Jahr veröffentlicht er in Rom sein Werk Tratado de Glosas sobre cláusulas y Otros Géneros de Puntos en La Música de Violones. (Rom 1553), eine Abhandlung von besonderem Wert über das Spielen der Viola da gamba. Es ist eine bemerkenswerte Quelle der Renaissance-Ornamentik und der improvisierten Praxis.

### Königreich Polen

#### Hofkapelle von Sigismund II. August
- Valentin Bakfark ist von 1549 bis 1566 Lautenist am Hof des polnischen Königs und Großfürsten von Litauen Sigismund II. August in Vilnius.
- Mikołaj Gomółka lebt am Hof von König Sigismund II. August von Polen. Seit 1548 ist er Schüler eines königlichen Fistulators (hervorragende Instrumentalisten des Königs) namens Jan Klaus, bei dem er 10 Jahre verbringt.
- Wacław z Szamotuł ist seit dem 6. Mai 1547 Mitglied der königlichen Kapelle von König Sigismund II. August von Polen in Vilnius.

### Spanien

#### Hofkapelle von Karl I.
- Cornelius Canis ist seit Juni 1542 Nachfolger von Thomas Crécquillon als Hofkapellmeister der Grande Chapellevon Karl I. in Madrid. Ab 19. Juni 1551 hat Canis kaiserliche Pfründen an St. Bavo in Gent inne und ab 1553 an den Abteien Floresse und Notre-Dame in Middelburg (Zeeland).
- Antonio de Cabezón ist Hoforganist Karls I. und später Philipps II.
- Miguel de Fuenllana lebt in Valladolid am Hof des spanischen Königs. Im August 1553 erhält er das Druckprivileg für sein Werk Orphenica Lyra, das er Kronprinz Don Philipp widmet und das im Folgejahr veröffentlicht wird.

#### La Seu d’Urgell
- Joan Brudieu ist seit 1548 Kapellmeister auf Lebenszeit der Kathedrale von La Seu d’Urgell. Diese Position behält er – mit Unterbrechungen – bis kurz vor seinem Tode 1591.

#### Malaga
- Cristóbal de Morales, der seine Stelle als Kapellmeister an der Kathedrale von Málaga aus gesundheitlichen Gründen aufgeben musste, bewirbt sich im September 1553 erneut nach Toledo. Doch muss er kurz darauf gestorben sein, da das Domkapitel von Málaga am 7. Oktober das zuvor von ihm bewohnte Haus zur Vermietung anbietet.

#### Salamanca
- Diego Pisador, der nach dem Tod seiner Mutter im Jahr 1550 nach Salamanca zurückgekehrt ist, hat dort einen längeren Erbschaftsprozess (1550–1553) mit seinem jüngeren Bruder.

#### Sevilla
- Francisco Guerrero ist seit 1551 Assistent von Kapellmeister Fernández de Castileja und Chorregent an der Kathedrale von Sevilla.
- Alonso Mudarra ist seit dem 18. Oktober 1546 Kanoniker an der Kathedrale von Sevilla. In dieser Stadt hat er einen bedeutenden Einfluss auf das Musikleben und bleibt dort noch 34 Jahre bis an sein Lebensende. Zu seinen Aufgaben an der Kathedrale gehört die Leitung aller musikalischen Aktivitäten. Hierzu gehören die Beauftragung von Instrumentalisten, der Kauf und die Leitung des Aufbaus einer neuen Orgel und die enge Zusammenarbeit mit Komponisten für die vielfältigen festlichen Anlässe.

## Instrumentalmusik

### Für Gitarre

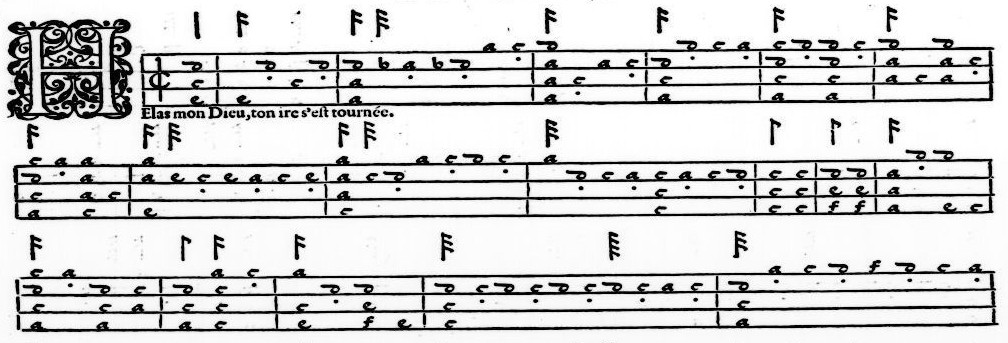
Anfang eines Psalms in Gregor Brayssings – Quart livre de tablature de guitare (Paris 1553)

- Gregor Brayssing – Quart livre de tablature de guitare, Paris
- Guillaume de Morlaye – zweites Buch mit Gitarren-Tabulaturen, Paris: Michel Fezendat

### Für Laute
- Jacobus Clemens non Papa – Lautenbücher Horti Musarum, Löwen: Phalèse
- Guillaume de Morlaye – erste Musiksammlung für Laute
- Giovanni Paolo Paladino – Premier livre de tablature de luth, Lyon: Simon Gorlier: Noten und Audiodateien im International Music Score Library Project

### Für vier Instrumente
- Francesco Bendusi – Opera nova de balli, Venedig: Antonio Gardano: Noten und Audiodateien im International Music Score Library Project

## Vokalmusik

### Geistlich
- Benedictus Appenzeller – Motette Surge aquilo et veni auster zu fünf Stimmen, Löwen
- Johann vom Berg – Psalmorum selectorum, Tomus 1, Nürnberg: Johann vom Berg & Ulrich Neuber (31 Psalmen): Noten und Audiodateien im International Music Score Library Project
- Jacobus Clemens non Papa – Motette Tulerunt autem fratres eius: Noten und Audiodateien im International Music Score Library Project
- Johannes de Cleve
  - 1 Motette zu vier Stimmen im „Liber primus ecclesiasticarum cantionum“, Antwerpen
  - 1 Motette zu vier Stimmen im „Liber tertius ecclesiasticarum cantionum“, Antwerpen
- Antonio Gardano (Hrsg.) – Il primo libro a due voci de diversi autori, Venedig (63 geistliche Lieder): Noten und Audiodateien im International Music Score Library Project
- Claude Goudimel
  - Magnificat primi toni, Paris
  - Magnificat octavi toni, Paris
- Matthias Greitter – Passibus ambiguis: Noten und Audiodateien im International Music Score Library Project
- Christian Hollander
  - Motette Suscipiens Jesum in ulnas suas zu fünf Stimmen in Liber septimus […], Antwerpen
  - Motette Benedic Domine domum istam (Iohannes / Christianus) in Liber quintus […], Antwerpen (Zuschreibung zweifelhaft)
  - Motette Si ignoras te (Ioannes / Chr. Hollander) in Liber sextus ecclesiasticarum, Antwerpen (Zuschreibung zweifelhaft)
- Jachet de Mantua – Motetten zu fünf Stimmen, Venedig: Antonio Gardano
- Marc-Antoine de Muret – Le vermeil du soleil, Paris: Nicholas Denisot: Noten und Audiodateien im International Music Score Library Project
- Jean Lecoc – Motette Quousque Domine zu fünf Stimmen
- Nicolas Payen – Motette Nisi quuia Dominus zu vier Stimmen
- Martin Peudargent – Te Deum Patrem zu vier Stimmen, in: Ecclesiasticarum cantionum quatuor vocum II, Tielman Susato Antwerpen 1553 und in: Tertius tomus Evangeliorum, J. Montanus u. U. Neuberus, Nürnberg 1555
- Dominique Phinot
  - Motette Memor fui nocte nominis tui zu drei Stimmen
  - Motette Panis quem ego dabo zu fünf Stimmen
- Tielman Susato – Liber I [-XIV] ecclesiasticarum cantionum zu vier bis fünf Stimmen, 1553–1558 (Liber XIII verschollen)
- Christopher Tye – The Actes of the Apostles: Noten und Audiodateien im International Music Score Library Project
- Johannes Wannenmacher – Bicinia sive duo, Germanica ad aequales, Bern: Matthias Apiarius: Noten und Audiodateien im International Music Score Library Project; darin:
  - An Wasserflüssen Babylon: Noten und Audiodateien im International Music Score Library Project

### Weltlich
- Francesco Bendusi – Opera nova di balli, Venedig: Antonio Gardano
- Monsieur de Bussy – Chanson Las, il n’a nul mal zu vier Stimmen: Noten und Audiodateien im International Music Score Library Project
- Jacobus Clemens non Papa – 4 Bücher Psalmen, Nürnberg: Montanus und Neuber, 1553 bis 1554
- Baldissera Donato – erstes Buch mit Madrigalen zu fünf und sechs Stimmen, Venedig: Antonio Gardano
- Wolfgang Figulus – Precationes aliquot musicis numeris compositae, Leipzig
- Antonio Gardano – Chanson O doulx regard zu vier Stimmen: Noten und Audiodateien im International Music Score Library Project
- Jhan Gero – 40 Madrigale zu drei Stimmen, Venedig: Antonio Gardano
- Christian Hollander
  - Chanson Celle qui m’a tant zu sechs Stimmen, in: Second livre des chansons […], Löwen
  - Chanson Forte fortune fors ung zu sechs Stimmen, in: Premier livre des chansons […], Löwen
  - Chanson Contente-toy de la fortune zu fünf Stimmen, in: Second livre des chansons […], Löwen
  - Chanson Je l’ay aymé zu fünf Stimmen, in: Premier livre des chansons […], Löwen
- Adrien Le Roy
  - Chansons de plusieurs autheurs, Livre 4, Paris: Adrian le Roy & Robert Balard: Noten und Audiodateien im International Music Score Library Project; darin:
    - Pierre Certon – Amour de moy tant bien servy zu vier Stimmen: Noten und Audiodateien im International Music Score Library Project

  - Tiers livre de chansons: Noten und Audiodateien im International Music Score Library Project
- Diego Ortiz – Aria d'un sonetto: Noten und Audiodateien im International Music Score Library Project
- Martin Peudargent – Motette Il nest plaisir ne des batement zu sechs Stimmen, in: Second Livre des Chansons a cincq et six parties, P. Phalèse, Löwen
- Vincenzo Ruffo – Madrigali a 5 voci, Libro 1, Venedig: Gardano: Noten und Audiodateien im International Music Score Library Project; darin:
  - Madrigal I'vo piangendo zu fünf Stimmen: Noten und Audiodateien im International Music Score Library Project
- Antonio Scandello – Mauritius cedidit bellam Germania plange, Nürnberg
- Carolus Souliaert
  - Chanson Een costerken op syn (Ein Mesner auf seinem ...)
  - Chanson Het soude een knecktken (Wenn ein Knecht ...)
  - Chanson Ick ghinck gisteravent (Ich ging gestern Abend ...)
  - Chanson Ick truere / Druck en verdriet (Ich bin bekümmert / Unglück und Traurigkeit)
  - Chanson Wilt doch met maten drincken (Wollte doch mit Maßen trinken)
- Jacobus Vaet – Huldigungsmotette Romulidum inuicti pulcherrima filia regis, zur Hochzeit von Katharina, Tochter von Ferdinand I. mit Sigismund von Polen am 31. August 1553
- Pierre de Villiers – Chanson Pourtant si je suis brunette zu drei Stimmen: Noten und Audiodateien im International Music Score Library Project

## Musiktheoretische Schriften
- Vicente Lusitano – Introduttione facilissima, et novissima, di canto fermo, figurato, contraponto semplice, et in concerto, Rom: Antonio Blado: Noten und Audiodateien im International Music Score Library Project

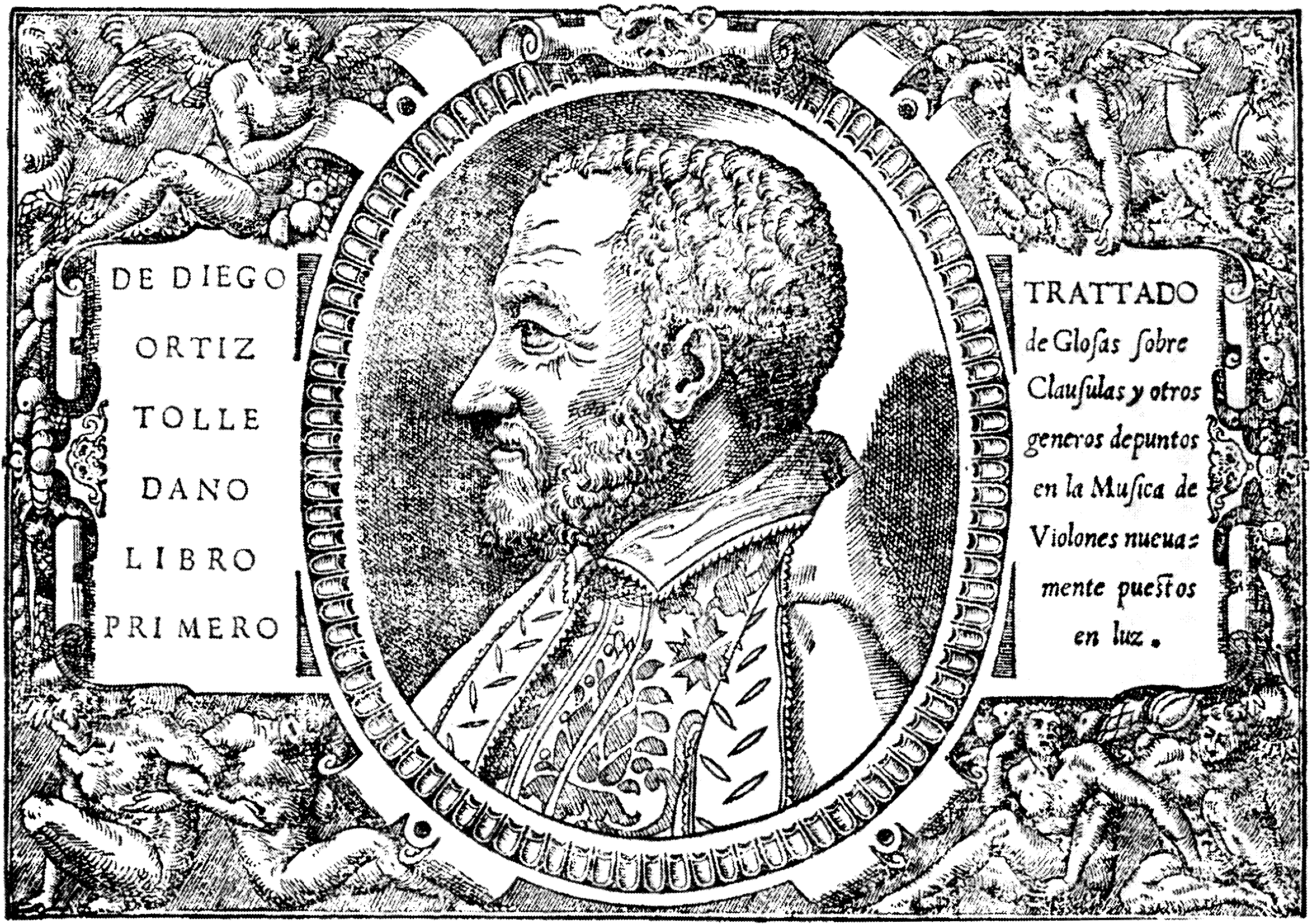
Diego Ortiz

- Diego Ortiz – Trattado de glossas sobre clausulas y otros generos de puntos en la musica de violones nuevamente puestos en luz, Rom: Valerio Dorico & Luigi Dorico: Noten und Audiodateien im International Music Score Library Project; darin:
  - Recercada ottava sobre tenores italianos: Noten und Audiodateien im International Music Score Library Project
  - Recercada prima sobre 'O Felici Occhi Miei': Noten und Audiodateien im International Music Score Library Project
  - Recercada primera sobre 'Doulce Memoire': Noten und Audiodateien im International Music Score Library Project
  - Recercada primera sobre 'La Spagna': Noten und Audiodateien im International Music Score Library Project
  - Recercada primera sobre tenores italianos: Noten und Audiodateien im International Music Score Library Project
  - Recercada primera: Noten und Audiodateien im International Music Score Library Project
  - Recercada quarta sobre 'Doulce Memoire': Noten und Audiodateien im International Music Score Library Project
  - Recercada quarta sobre 'La Spagna': Noten und Audiodateien im International Music Score Library Project
  - Recercada quarta sobre 'O Felici Occhi Miei': Noten und Audiodateien im International Music Score Library Project
  - Recercada quarta sobre tenores Italianos: Noten und Audiodateien im International Music Score Library Project
  - Recercada quarta: Noten und Audiodateien im International Music Score Library Project
  - Recercada quinta pars sobre tenores Italianos: Noten und Audiodateien im International Music Score Library Project
  - Recercada quinta sobre 'La Spagna': Noten und Audiodateien im International Music Score Library Project
  - Recercada quinta sobre tenores Italianos: Noten und Audiodateien im International Music Score Library Project
  - Recercada segunda sobre 'Doulce Memoire': Noten und Audiodateien im International Music Score Library Project
  - Recercada segunda sobre 'La Spagna': Noten und Audiodateien im International Music Score Library Project
  - Recercada segunda sobre 'O Felici Occhi Miei': Noten und Audiodateien im International Music Score Library Project
  - Recercada segunda sobre tenores Italianos: Noten und Audiodateien im International Music Score Library Project
  - Recercada segunda: Noten und Audiodateien im International Music Score Library Project
  - Recercada sesta sobre 'La Spagna': Noten und Audiodateien im International Music Score Library Project
  - Recercada sesta sobre tenores Italianos: Noten und Audiodateien im International Music Score Library Project
  - Recercada settima sobre tenores Italianos: Noten und Audiodateien im International Music Score Library Project
  - Recercada tercera sobre 'Doulce Memoire': Noten und Audiodateien im International Music Score Library Project
  - Recercada tercera sobre 'La Spagna': Noten und Audiodateien im International Music Score Library Project
  - Recercada tercera sobre 'Doulce Memoire': Noten und Audiodateien im International Music Score Library Project
  - Recercada tercera sobre 'O Felici Occhi Miei': Noten und Audiodateien im International Music Score Library Project
  - Recercada tercera sobre tenores Italianos: Noten und Audiodateien im International Music Score Library Project
  - Recercada tercera: Noten und Audiodateien im International Music Score Library Project
- Claudius Sebastiani – Bellum musicale, Strassburg: Pauli Marchaeropoei: Noten und Audiodateien im International Music Score Library Project

## Instrumentenbau
- Hendrik Niehoff und Jasper Johansen aus ’s-Hertogenbosch stellen die Hauptorgel in der Kirche St. Johannis in Lüneburg fertig.

## Geboren

### Geburtsdatum gesichert
- 02. Juni: Balthasar I. Herold, deutscher Stück- und Glockengießer († 1628)
- 18. Oktober: Luca Marenzio, italienischer Komponist († 1599)

### Genaues Geburtsdatum unbekannt
- Jerónimo de Ayanz y Beaumont, spanischer Erfinder, Ingenieur, Offizier, Verwaltungsbeamter und Komponist († 1613)
- Johannes Eccard, deutscher Komponist und Kapellmeister († 1611)

### Geboren um 1553
- Giovanni Giacomo Gastoldi, italienischer Sänger und Komponist († 1609)
- Leonhard Lechner, Kirchenmusiker in Württemberg († 1606)
- Rogier Michael, franko-flämischer Komponist, Sänger und Kapellmeister († nach Mitte 1623)
- Melchior Schramm, deutscher Organist und Komponist († 1619)

## Gestorben

### Todesdatum gesichert
- 04. Februar: Caspar Othmayr, deutscher evangelischer Geistlicher (* 1515)
- 07. März: Wolfgang Dachstein, Organist und Textdichter (* 1487)

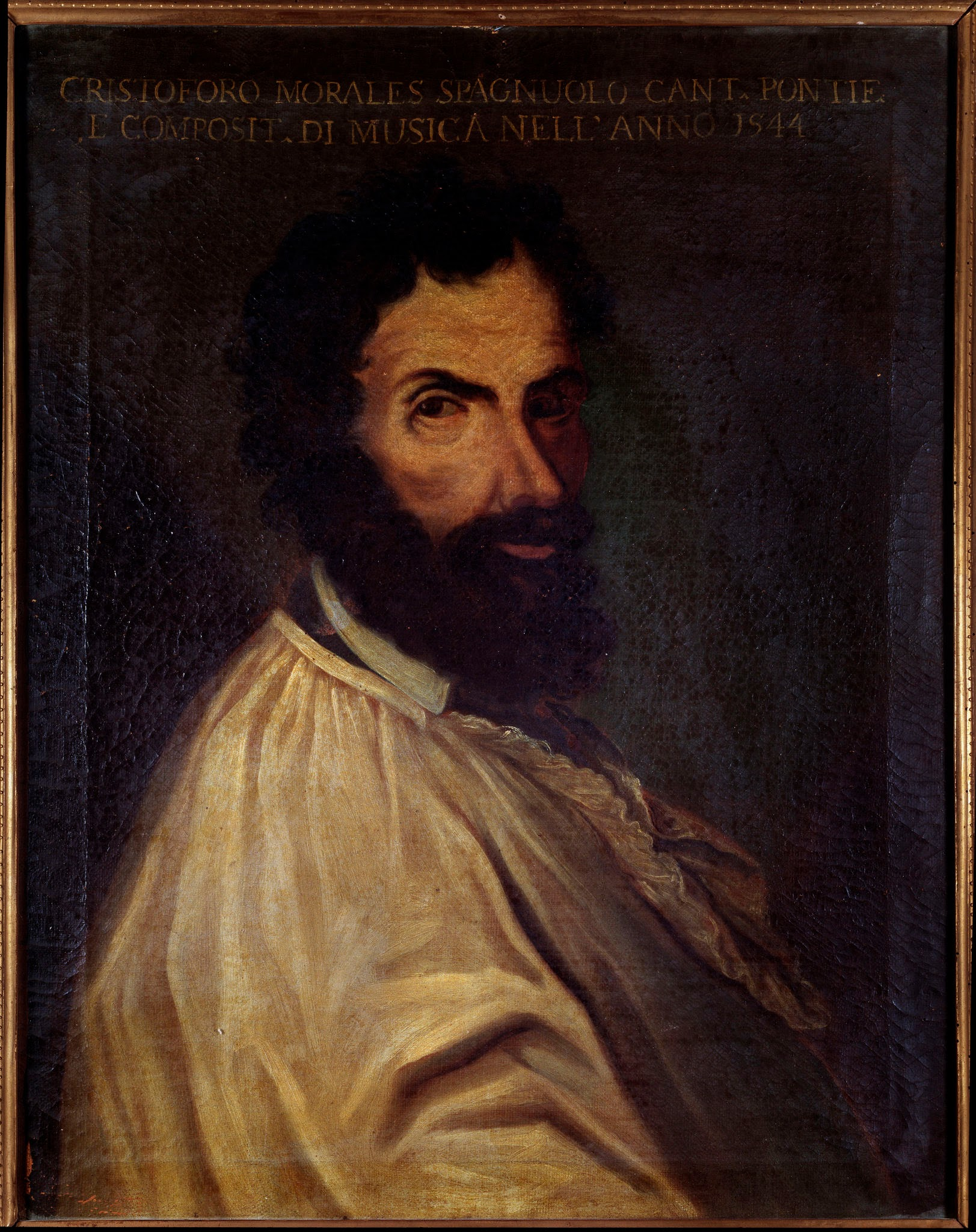
Cristóbal de Morales

- zwischen 4. September und 7. Oktober: Cristóbal de Morales, spanischer Komponist (* um 1500)

### Genaues Todesdatum unbekannt
- Mateu Fletxa el Vell, spanischer Komponist (* 1481)
- Ihan Gero, franko-flämischer Komponist (* um 1518)

### Gestorben um 1553
- Matteo Rampollini, italienischer Komponist (* 1497)